# Гулько, Борис Францевич
Бори́с Фра́нцевич Гулько́ (род. 9 февраля 1947, Эрфурт) — американский, ранее советский, шахматист, гроссмейстер (1976). Чемпион СССР (1977). Чемпион Москвы (1974). Заслуженный тренер ФИДЕ (2004).

## Биография
Борис Гулько родился в 1947 году в еврейской семье. Его отец был солдатом Красной Армии и находился в оккупированной Советским Союзом Германии. Его семья вернулась в Советский Союз через несколько лет.
По профессии психолог, выпускник МГУ. Жена — шахматистка Анна Ахшарумова, сын Давид.
В 1977 году за неподписание письма против ставшего невозвращенцем гроссмейстера В. Корчного был на год лишён возможности участвовать в турнирах. В 1979 вместе с женой подал заявление на репатриацию в Израиль, но получил отказ, 2 года его не допускали к соревнованиям внутри страны, и 7 лет он не имел возможности участвовать в зарубежных турнирах.
С 1986 года живёт в США. Чемпион США 1994 и 1999.
По результатам отборочного турнира 1993 года по версии ПША в Гронингене получил право на участие в матчах претендентов. В четвертьфинальном матче претендентов по версии ПША, проходившем в 1994 году в Нью-Йорке, в упорной борьбе уступил Найджелу Шорту (5.5:6.5), причем основные 8 партий матча закончились вничью (4:4). Исход поединка решил тай-брейк (1.5:2.5) в пользу Шорта.
Член символического клуба победителей чемпионов мира Михаила Чигорина с 27 февраля 1990 года.
Имеет положительный счёт в результативных партиях (3:1) с Гарри Каспаровым.
В США стал придерживаться иудаизма. Автор статей на шахматные, политические, религиозные темы.
В период с 2013 по 2016 год издал три шахматные книги, в том числе и на русском языке.
Впоследствии переехал в Израиль.

## Спортивные достижения
| Год  | Город        | Турнир                                  | +   | −   | =    | Результат       | Место  |
| ---- | ------------ | --------------------------------------- | --- | --- | ---- | --------------- | ------ |
| 1967 | Харьков      | 35-й чемпионат СССР                     | 3   | 5   | 5    | 5½ из 13        | 89-101 |
| 1974 | Ленинград    | 42-й чемпионат СССР                     | 3   | 6   | 6    | 6 из 15         | 13-15  |
| 1975 | Вильнюс      | Зональный турнир                        |     |     |      | из              | 1-4    |
|      | Ереван       | 43-й чемпионат СССР                     | 7   | 3   | 5    | 9½ из 15        | 2-5    |
| 1976 | Биль         | Межзональный турнир                     | 4   | 5   | 10   | 9 из 19         | 13-15  |
|      | Москва       | 44-й чемпионат СССР                     | 5   | 6   | 6    | 8 из 17         | 11     |
| 1977 | Ленинград    | 45-й чемпионат СССР Дополнительный матч | 4 1 | 0 1 | 11 4 | 9½ из 15 3 из 6 | 1-2    |
| 1978 | Тбилиси      | 46-й чемпионат СССР                     | 2   | 3   | 12   | 8 из 17         | 10-13  |
|      | Буэнос-Айрес | 23-я олимпиада                          | 1   | 2   | 2    | 2 из 5          |        |
| 1981 | Фрунзе       | 49-й чемпионат СССР                     | 4   | 8   | 5    | 6½ из 17        | 15-16  |
| 1985 | Рига         | 52-й чемпионат СССР                     | 3   | 3   | 13   | 9½ из 19        | 9-13   |
| 1988 | Салоники     | 28-я олимпиада                          | 4   | 2   | 5    | 6½ из 11        |        |
| 1990 | Нови-Сад     | 29-я олимпиада                          | 0   | 1   | 9    | 4½ из 10        |        |
| 1992 | Манила       | 30-я олимпиада                          | 5   | 0   | 4    | 7 из 9          |        |
| 1994 | Москва       | 31-я олимпиада                          | 3   | 2   | 5    | 5½ из 10        |        |
| 1996 | Ереван       | 32-я олимпиада                          | 0   | 3   | 2    | 1 из 5          |        |
| 1998 | Элиста       | 33-я олимпиада                          | 3   | 0   | 5    | 5½ из 8         |        |
| 2000 | Стамбул      | 34-я олимпиада                          | 3   | 1   | 5    | 5½ из 9         |        |
| 2002 | Блед         | 35-я олимпиада                          | 1   | 1   | 6    | 4 из 8          |        |
| 2004 | Кальвиа      | 36-я олимпиада                          | 1   | 1   | 3    | 2½ из 5         |        |
| 2006 | Монреаль     | 7-й международный турнир                | 2   | 2   | 5    | 4½ из 9         | 5      |

## Сочинения
- Как птицы и рыбы Архивная копия от 9 июня 2016 на Wayback Machine Континент, 2002, № 111.
- Русский еврей: опыт самоанализа Архивная копия от 1 июня 2016 на Wayback Machine
- Борис Гулько, Виктор Корчной, Владимир Попов, Юрий Фельштинский КГБ играет в шахматы Архивная копия от 23 сентября 2015 на Wayback Machine — М.: ТЕРРА. — Книжный клуб, 2009. — 208 с.
- Путешествие с пересадками: три книги воспоминаний и рассказ Архивная копия от 11 июня 2016 на Wayback Machine CreateSpace Independent Publishing Platform, 2014.

## Изменения рейтинга
| Графики недоступны из-за технических проблем. См. информацию на Фабрикаторе и на mediawiki.org. |